# Župnija Črni Vrh
Župnija Črni Vrh je rimskokatoliška teritorialna župnija dekanije Ljubljana - Vič/Rakovnik nadškofije Ljubljana.

## Sakralni objekti
- župnijska cerkev sv. Lenarta